# Petites Pyrénées
Les Petites Pyrénées sont un petit massif pré-pyrénéen partagé entre les départements de l'Ariège et de la Haute-Garonne, en région Occitanie. Terminaison occidentale du massif du Plantaurel dont il partage plusieurs caractéristiques géologiques et géomorphologiques sans présenter pour autant de façon aussi visible le même relief plissé, le massif des Petites Pyrénées propose un paysage de moyennes collines typique du piémont pyrénéen.
Depuis 2009, sa partie ariégeoise est incluse dans le parc naturel régional des Pyrénées ariégeoises.

## Géographie

### Localisation
Cet ensemble de modestes collines est principalement en Haute-Garonne, avec seulement une petite partie en Ariège. Il s'appuie sur le Volvestre au nord et le Couserans au sud. Il est bordé par la vallée de la Garonne et la basse vallée du Salat à l'ouest, et celle du Volp à l'est qui le sépare du massif du Plantaurel. Il s'étend sur une vingtaine de kilomètres d'est en ouest, et sur environ 10 km du nord au sud. Le massif culmine à 613 m dans sa partie haut-garonnaise, à la tour d'Ausseing (environ 1 km au nord-est d'Ausseing) ; et à 607 m au Courtau dans sa partie ariégeoise, à la limite des communes de Barjac et Gajan.

### Géologie et géomorphologie

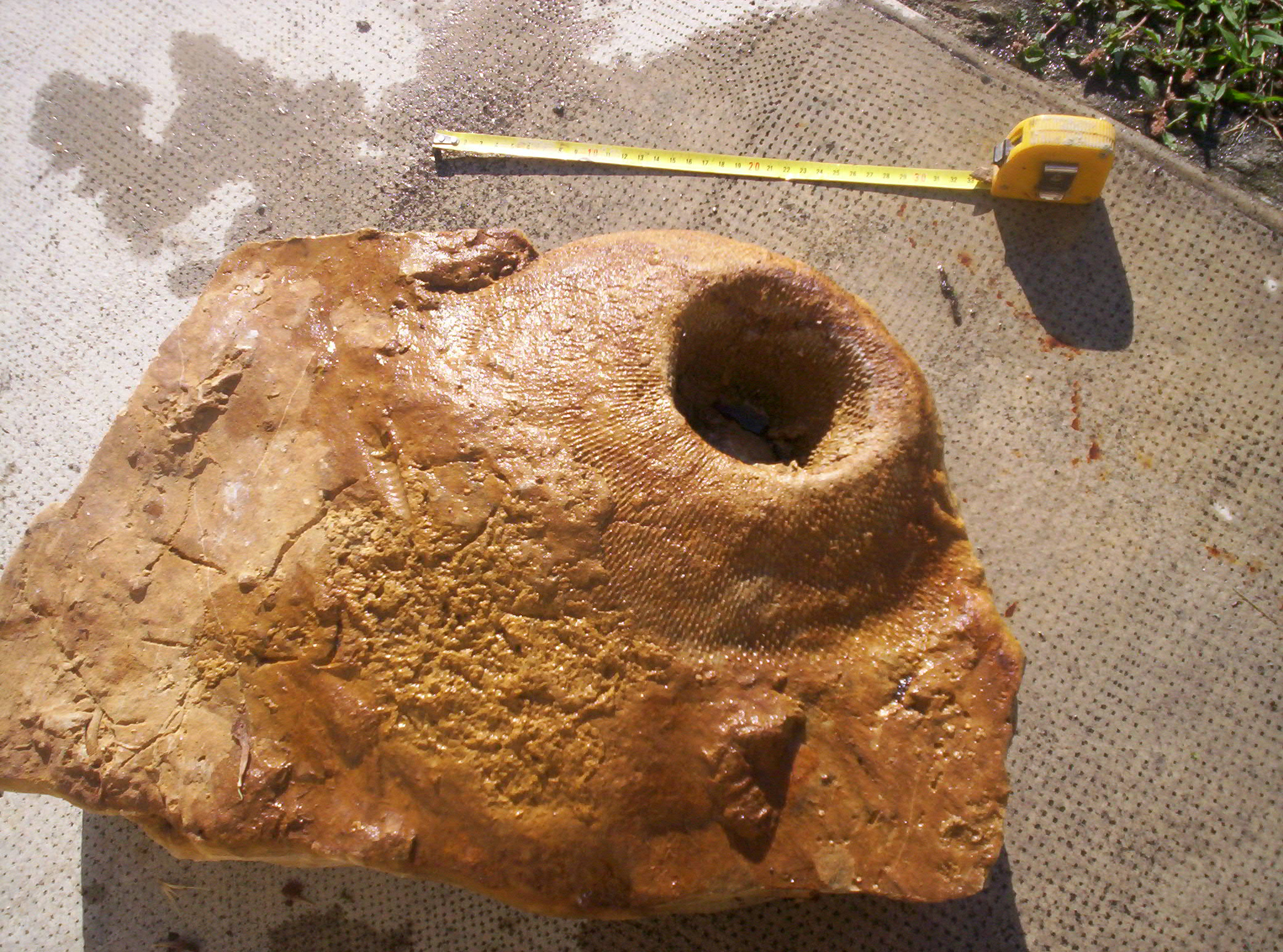
Rare exemple d'anémone de mer fossilisée, Montclar-de-Comminges.

Les Petites Pyrénées sont orientées grossièrement ouest-nord-ouest / est-sud-est. Elles constituent le prolongement occidental du grand pli anticlinal du massif du Plantaurel, à l'ouest de la rupture paysagère et géologique qu'occasionne la vallée du Volp. L'anticlinal s'élargit alors et s'évide vers l'ouest. Il est effacé une première fois par la vallée de la Garonne, qui le traverse en cluse ; puis il disparaît sous le plateau de Lannemezan. Les plis réguliers qui le forment résultent d'une poussée lors de la formation des Pyrénées, pendant le Crétacé.
Son relief jurassien typique voit s'alterner des crêts calcaires et des combes marneuses ou sableuses. Il est bordé au sud par l'accident frontal nord-pyrénéen, visible en surface à partir de Salies-du-Salat,. Du nord au sud, on trouve les formations géologiques suivantes :
- calcaire nankin, du Maastrichtien moyen[9] (« C7b », en jaune-vert clair[8]) ;
- dépôts argileux et surtout calcaires, du Dano-Montien[9] (« e1D », en rouge hachuré verticalement ; et « e1C », en rouge) ;
- calcaires compacts et pseudo-oolithiques à milioles, algues, bryozoaires et Echinanthus, du Thanétien inférieur (« e2a1 », en rose[8]). Cette formation peu résistante, généralement sableuse ou calcaréo-marneuse, se marque sur les flancs des plis des Petites Pyrénées par une combe située entre les crêts calcaires du Thanétien supérieur et du Dano-Montien[10] ;
- calcaires à moules de naticidés, très fossilifères, avec Pleurotomaria danica, Arca coloniae, Ostrea sella, Ostrea coloniae, Micropsis pouechi[11], etc., du Thanétien inférieur[10] (« e2a2 », en rose hachuré verticalement[8]) ;
- calcaires du Thanétien supérieur[10] (série « e2b »), avec :
  - calcaire ou grès à Operculina (es) heberti et Discocyclina (es) seunesi[10],[12] (« e2b1 », en blanc cassé[8]),
  - calcaire marneux à algues, dont Distichoplax biserialis, Pseudolithothamnium album[10] (« e2b2 », en orange vif[8]). Ces calcaires sont fossilifères à Pédegas-d'en-Haut près de Belbèze (Plesiolampas, Echinanthus, « Natica » scalata, Ampullella gleizesi, Turritella ignota, , etc.)[10],
  - calcaire franc parfois crayeux à Alv. primaeva, F. alavensis et nombreux miliolidés[10] (« e2b3 », en orange clair[8]). Ce calcaire était autrefois exploité au nord de Belbèze-en-Comminges (« pierre de Belbèze »)[10].

### Climat
Cette région pré-montagneuse aux reliefs abrupts bénéficie d'un micro-climat de type semi-méditerranéen, peut-être lié à l'influence thermique du sol calcaire.

### Liste des communes
Communes de la Haute-Garonne
Ausseing, Belbèze-en-Comminges, Cassagne, Cazères (extrémité sud de la commune), Escoulis, Marsoulas, Mauran, Montberaud, Montclar-de-Comminges, Palaminy (extrémité sud de la commune), Plagne, Le Plan (partie sud de la commune), Roquefort-sur-Garonne, Saint-Michel, Salies-du-Salat.
Communes de l'Ariège
Bédeille, Betchat, Cérizols, Fabas, Lasserre, Mérigon (partie ouest de la commune), Sainte-Croix-Volvestre, Tourtouse.

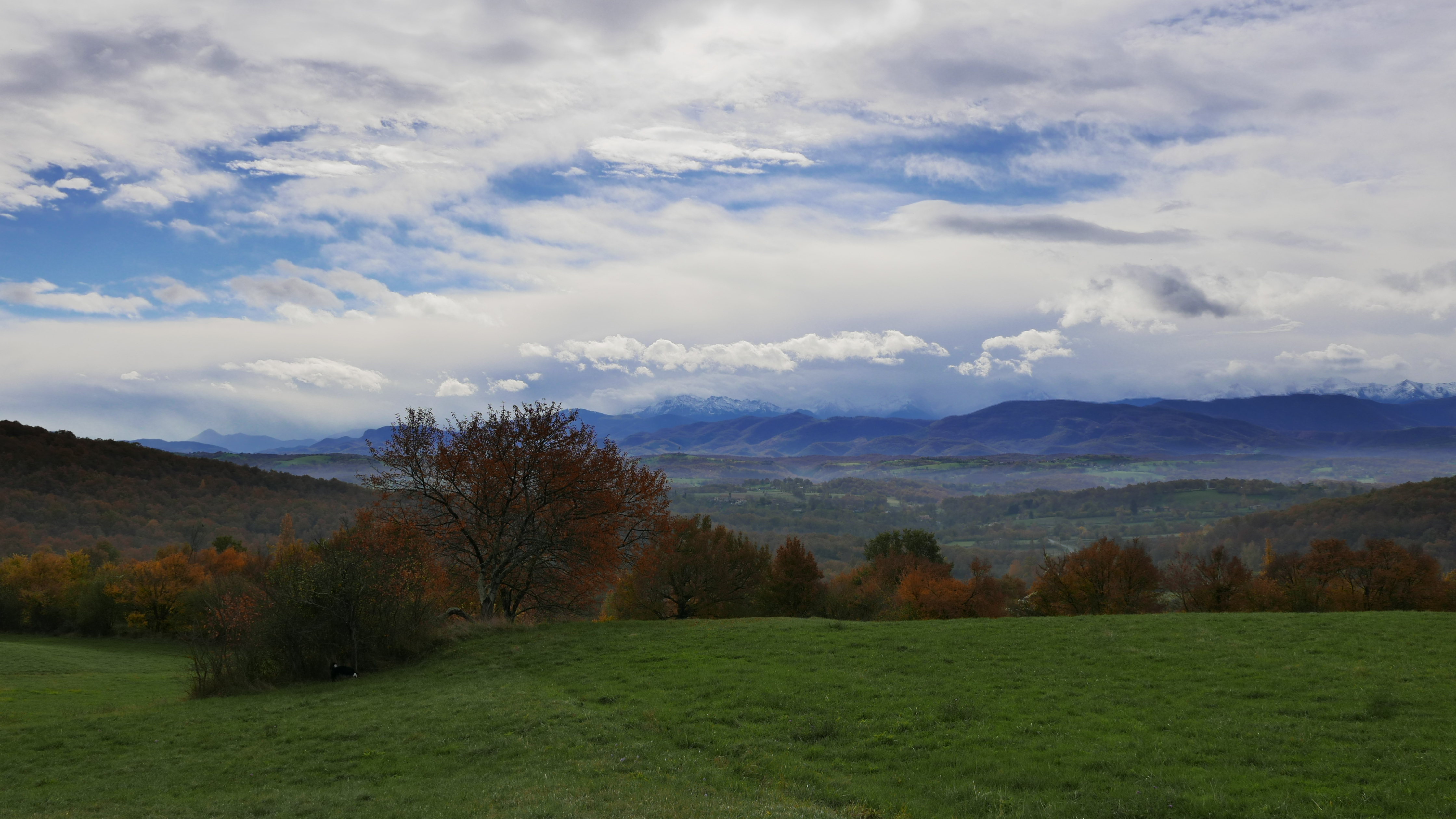
Ausseing, vue vers le sud sur les Petites Pyrénées. Au fond, les sommets enneigés des Pyrénées.
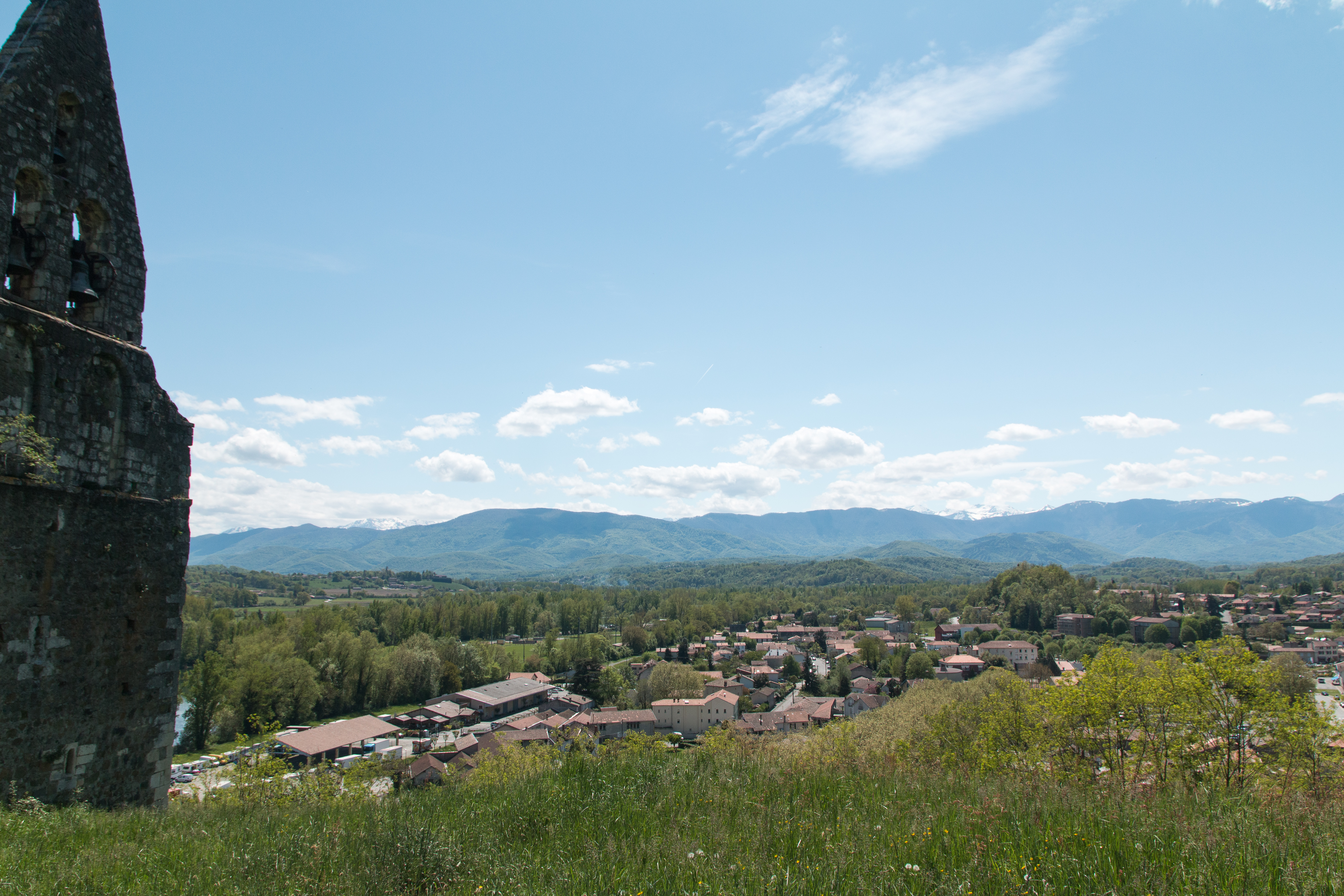
Salies-du-Salat.
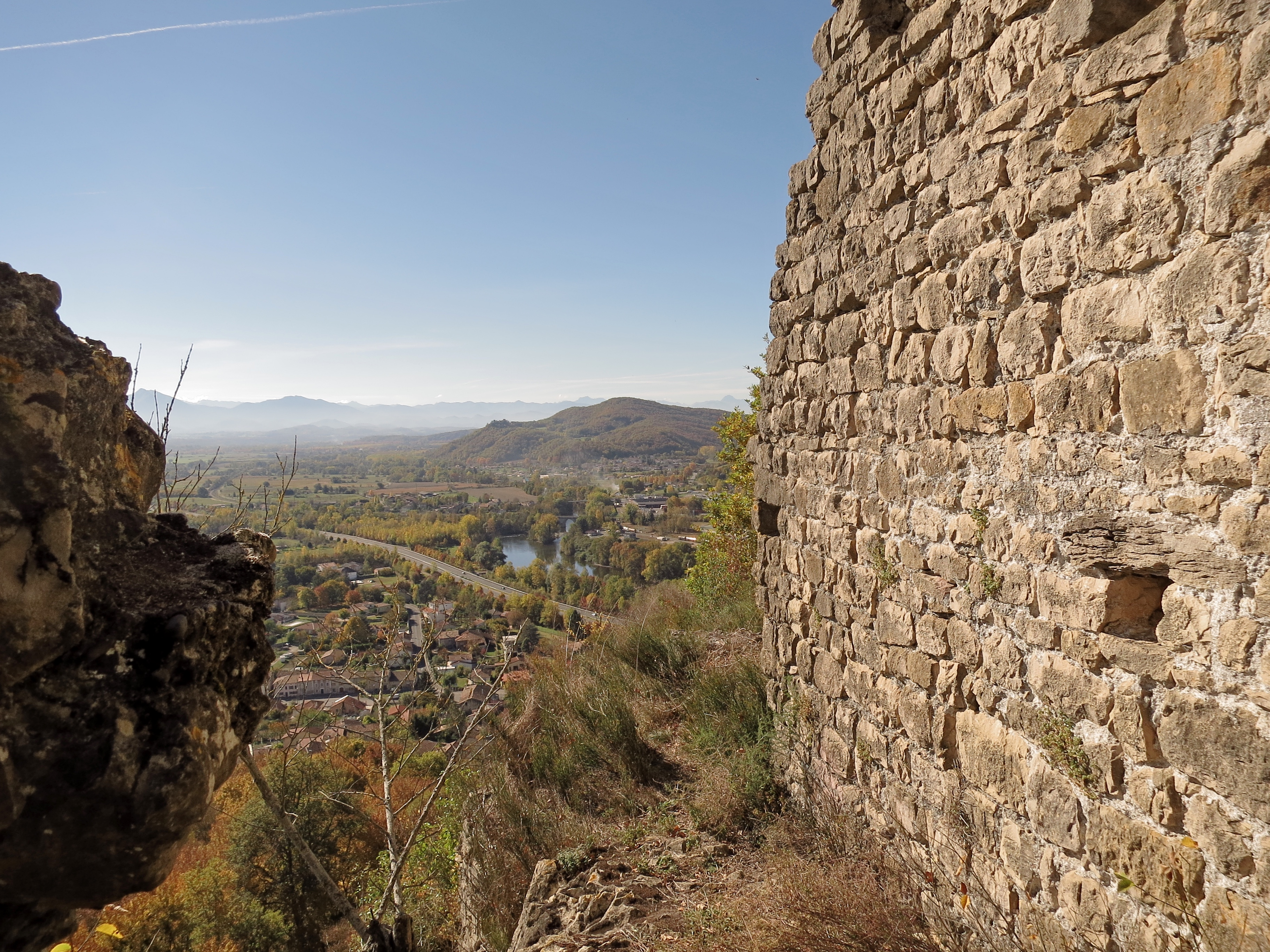
Roquefort-sur-Garonne.
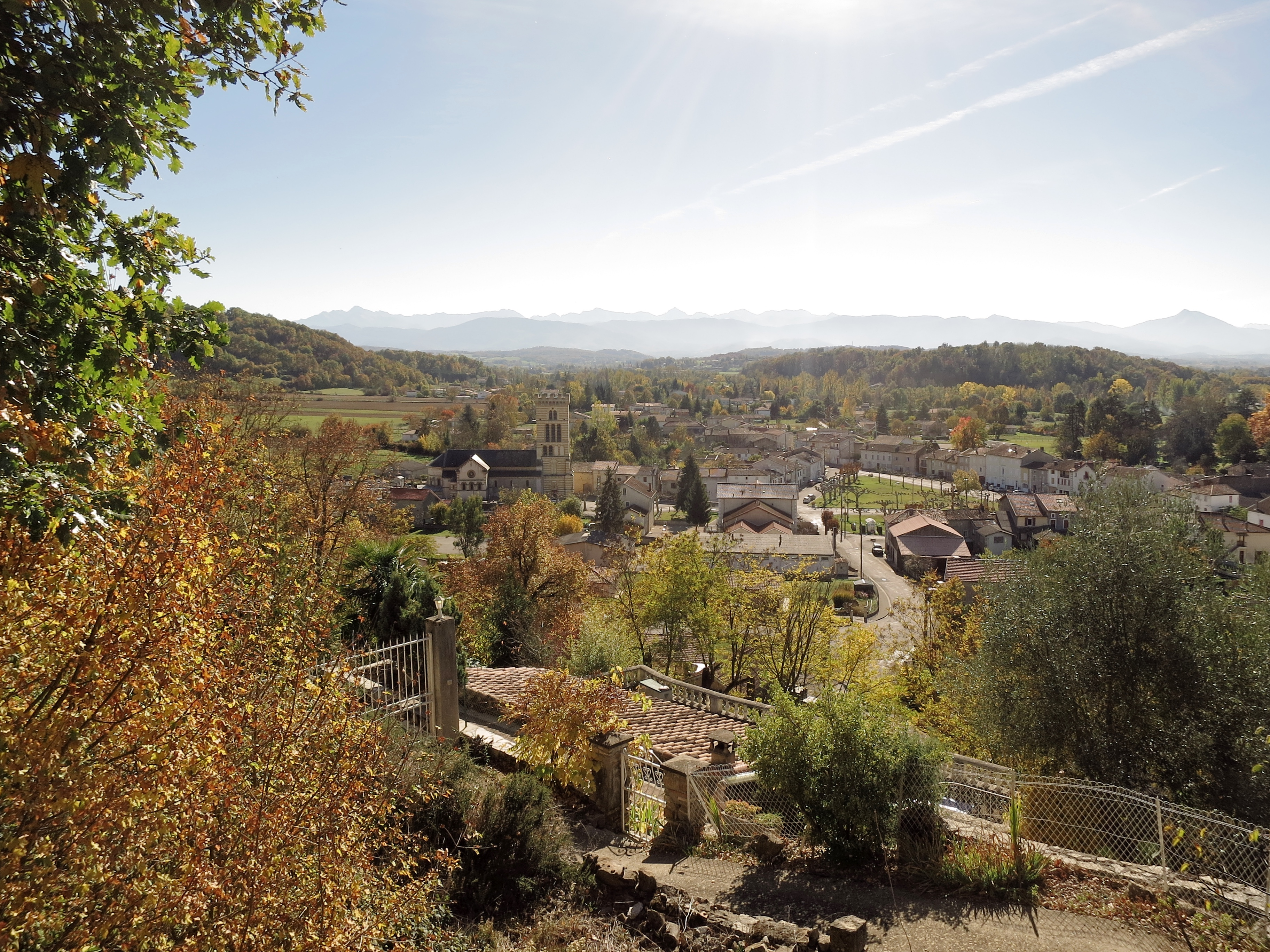
Roquefort-sur-Garonne.
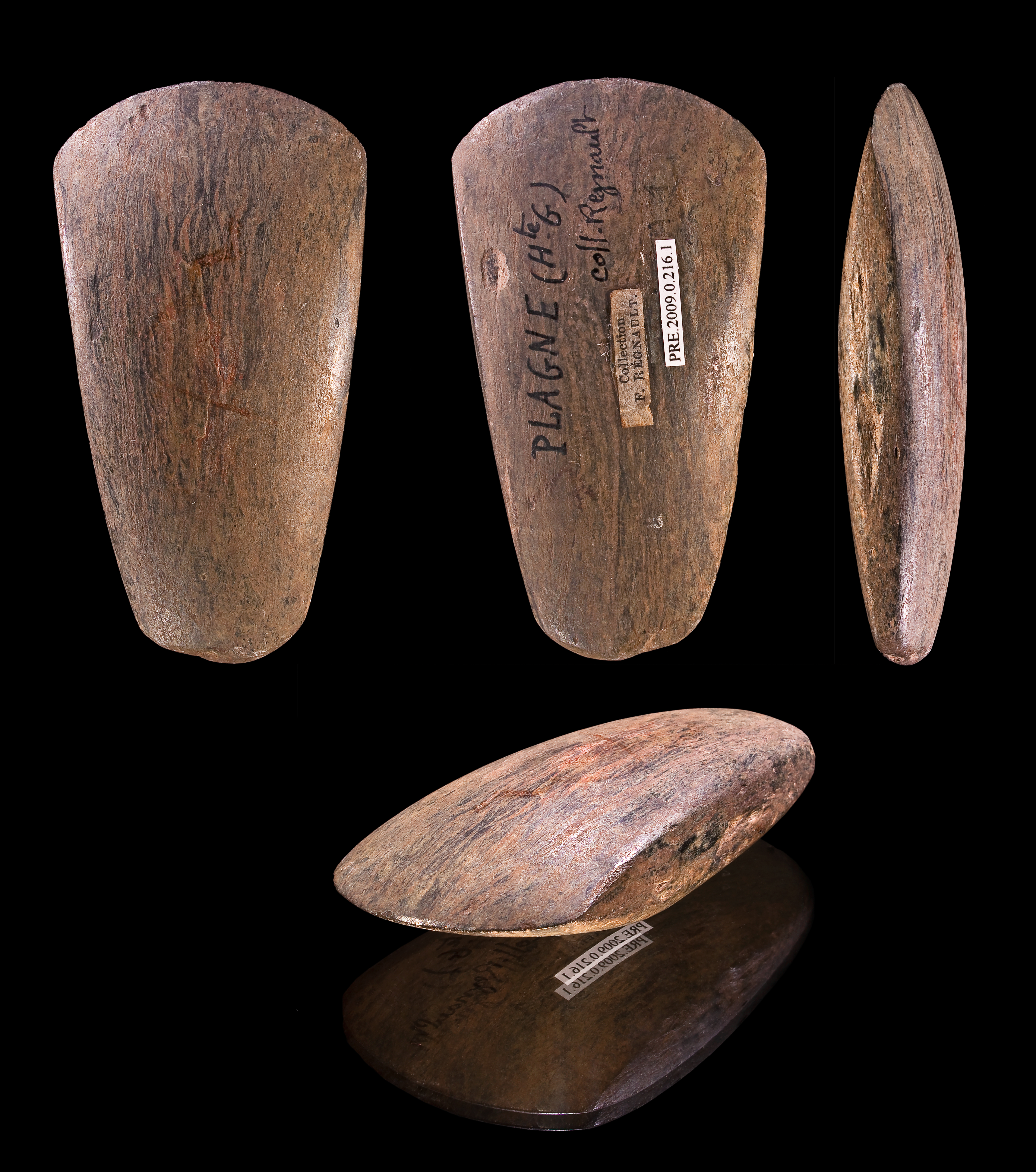
Haches polies, Néolithique, Plagne.
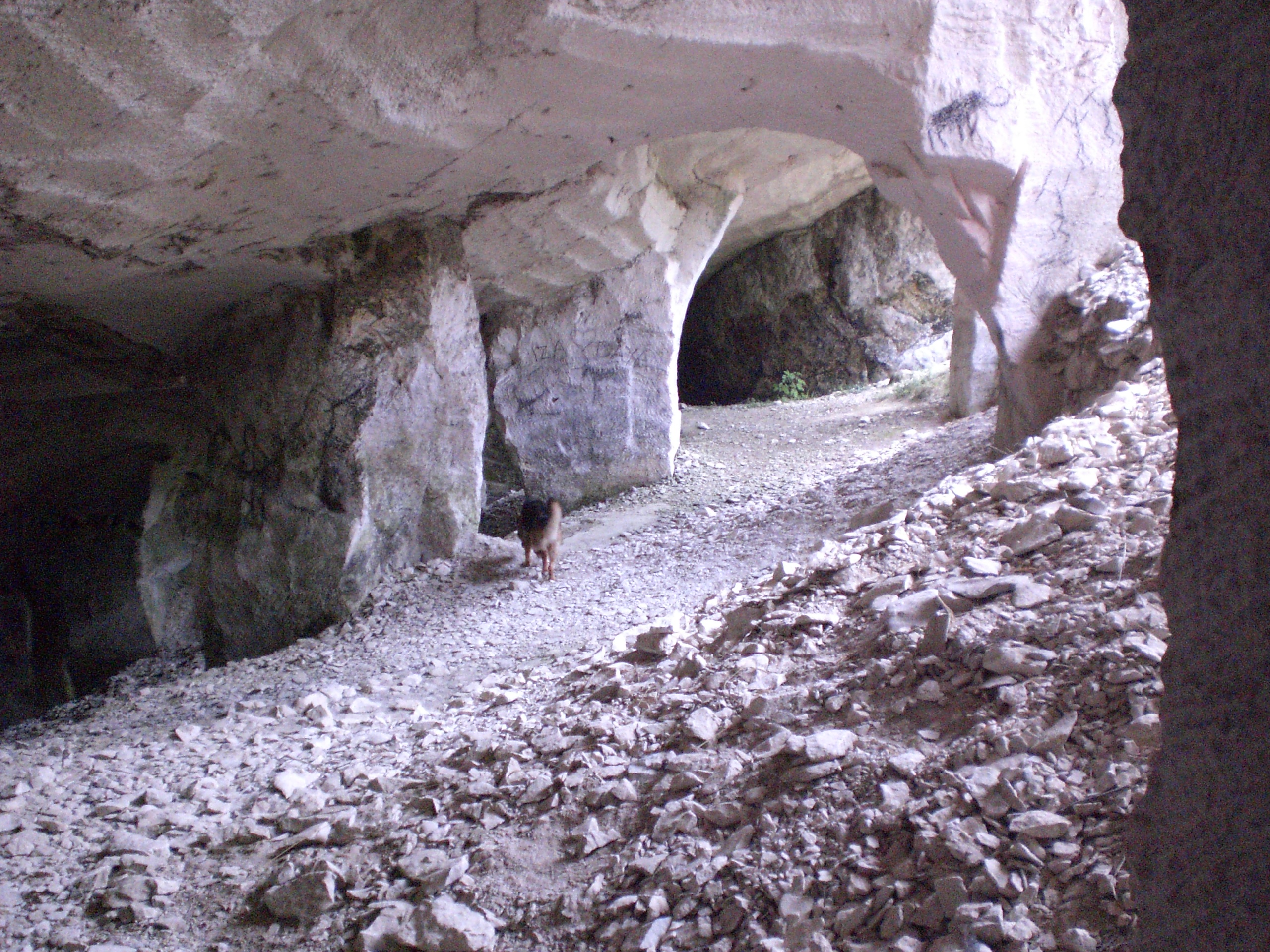
Carrières abandonnées (Belbèze-en-Comminges).

### Col routier
Le col du Cap Blanc culmine à 519 m sur la commune de Taurignan-Castet (Route D3).

## Histoire

### Préhistoire
Le territoire est riche en vestiges préhistoriques de toutes sortes. En Haute-Garonne se trouvent la grotte de Tarté à Cassagne (Moustérien, Châtelperronien, Aurignacien et Gravettien) ; la grotte ornée de Marsoulas (Aurignacien, Magdalénien et Azilien) ; un important site moustérien de plein air à Mauran ; l'abri de Buholoup à Montberaud (habitat saisonnier de chasseurs-cueilleurs, occupé à l'Épipaléolithique, au Mésolithique et au Néolithique ancien).
Dans la partie des Petites Pyrénées à l'ouest de la Garonne se trouve sur Saint-Martory la grotte de la Tourasse, site éponyme du Tourassien.
L'abri d'Aurignac, qui a donné son nom à la culture préhistorique de l'Aurignacien, est à quelque 3 km de l'extrémité nord-ouest de la chaîne.
En Ariège se trouve la grotte de Roquecourbère à Betchat (Moustérien, Solutréen - un des trois sites solutréens connus en 2000 dans les Pyrénées, accompagné qui plus est d'un atelier de plein air couvrant plusieurs hectares - et Magdalénien).
À l'extrémité sud-est des Petites Pyrénées ce sont les grottes du Volp conservées par Henri Bégouën : grotte des Trois-Frères et son iconique « chamane dansant », grotte d'Enlène avec son mobilier magdalénien et grotte du Tuc d'Audoubert avec son groupe statuaire des bisons en argile.
Côté paléontologie, l'« ichthyosaure de Bédeille » a été trouvé par l'abbé Pouech en 1881.

## Protection environnementale
Une ZNIEF couvre une partie du territoire des Petites Pyrénées : la ZNIEFF des « Petites Pyrénées en rive droite de la Garonne » (12 847 ha), qui inclut 20 communes dont 8 dans l'Ariège et 12 dans la Haute-Garonne.